# Phụ Tân (huyện)
Huyện tự trị dân tộc Mông Cổ Phụ Tân (tiếng Trung: 阜新蒙古族自治县; bính âm: Fùxīn Ménggǔ zú zìzhìxiàn) là một huyện tự trị trực thuộc địa cấp thị Phụ Tân, tỉnh Liêu Ninh, Trung Quốc.

## Trấn
| - Phụ Tân (阜新镇) - Thập Gia Tử (十家子镇) - Vu Tự (于寺镇) - Đại Ba (大巴镇) - Vương Phủ (王府镇) | - Đông Lương (东梁镇) - Cựu Miếu (旧庙镇) - Vụ Hoan Trì (务欢池镇) - Tha Bản Trát Lan (他本扎兰镇) - Y Mã Đồ (伊玛图镇) | - Phật Tự (佛寺镇) - Bào Tử (泡子镇) - Kiến Thiết (建设镇) - Phú Vinh (富荣镇) |

## Hương
| - Thất Gia Tử (七家子乡) - Bát Gia Tử (八家子乡) - Đại Ngũ Gia Tử (大五家子乡) - Đại Bản (大板乡) - Đại Cố Bản (大固本乡) - Thái Bình (太平乡) - Trát Lan Doanh Tử (扎兰营子乡) - Hoá Thạch Qua (化石戈乡 | - Bình An Địa (平安地乡) - Lão Hà Thổ (老河土乡) - Hồng Mạo Tử (红帽子乡) - Thương Thổ (苍土乡) - Sa Lạp (沙拉乡) - Chiêu Thúc Câu (招束沟乡) - Quốc Hoa (国华乡) | - Ngoạ Phượng Câu (卧凤沟乡) - Cáp Đạt Hộ Sảo (哈达户稍乡) - Tử Đô Đài (紫都台乡) - Tháp Doanh Tử (塔营子乡) - Tân Dân (新民乡) - Phúc Hưng Địa (福兴地乡) - Tri Chu Sơn (蜘蛛山乡) |